# Linköpings stift

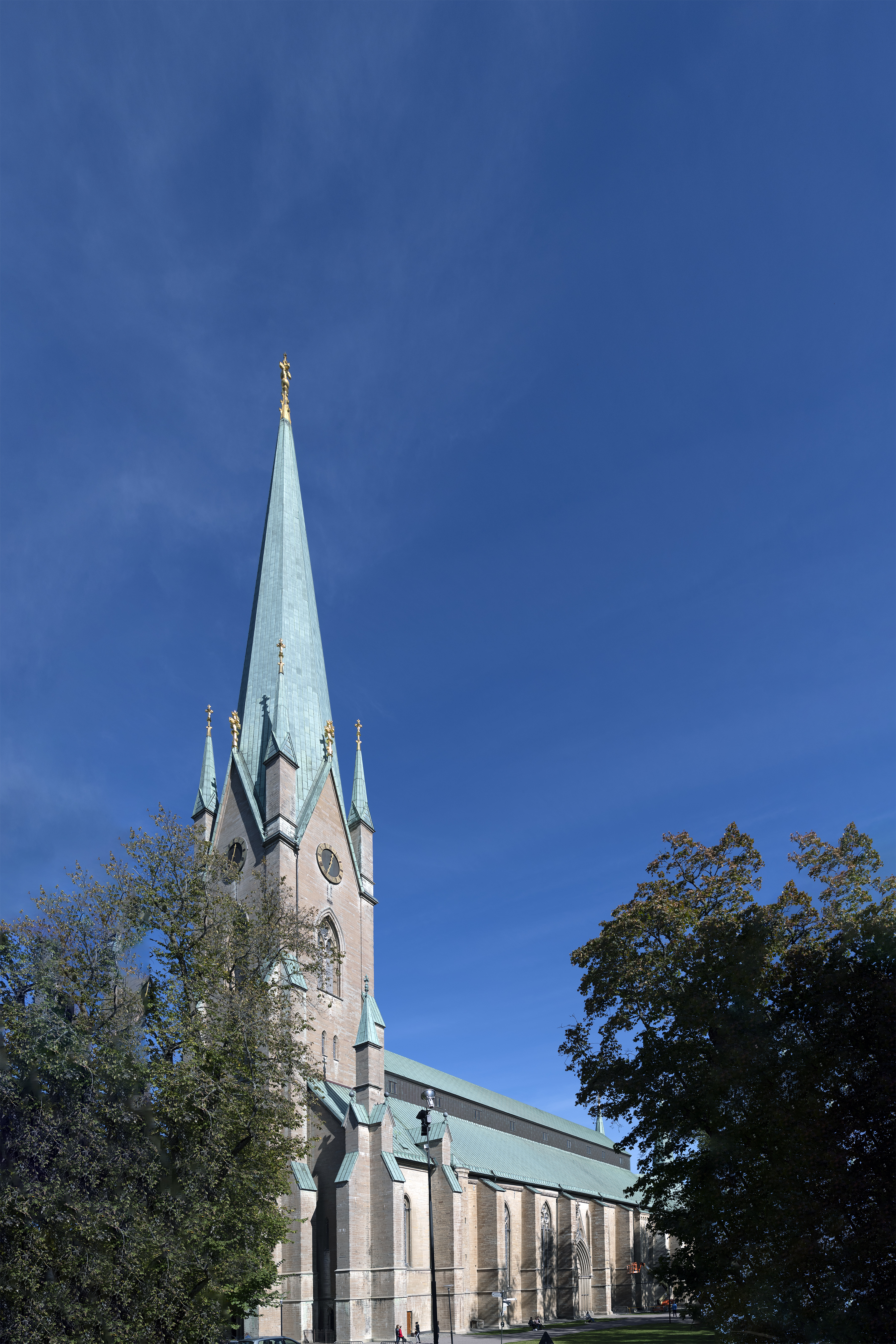
Linköpings domkyrka

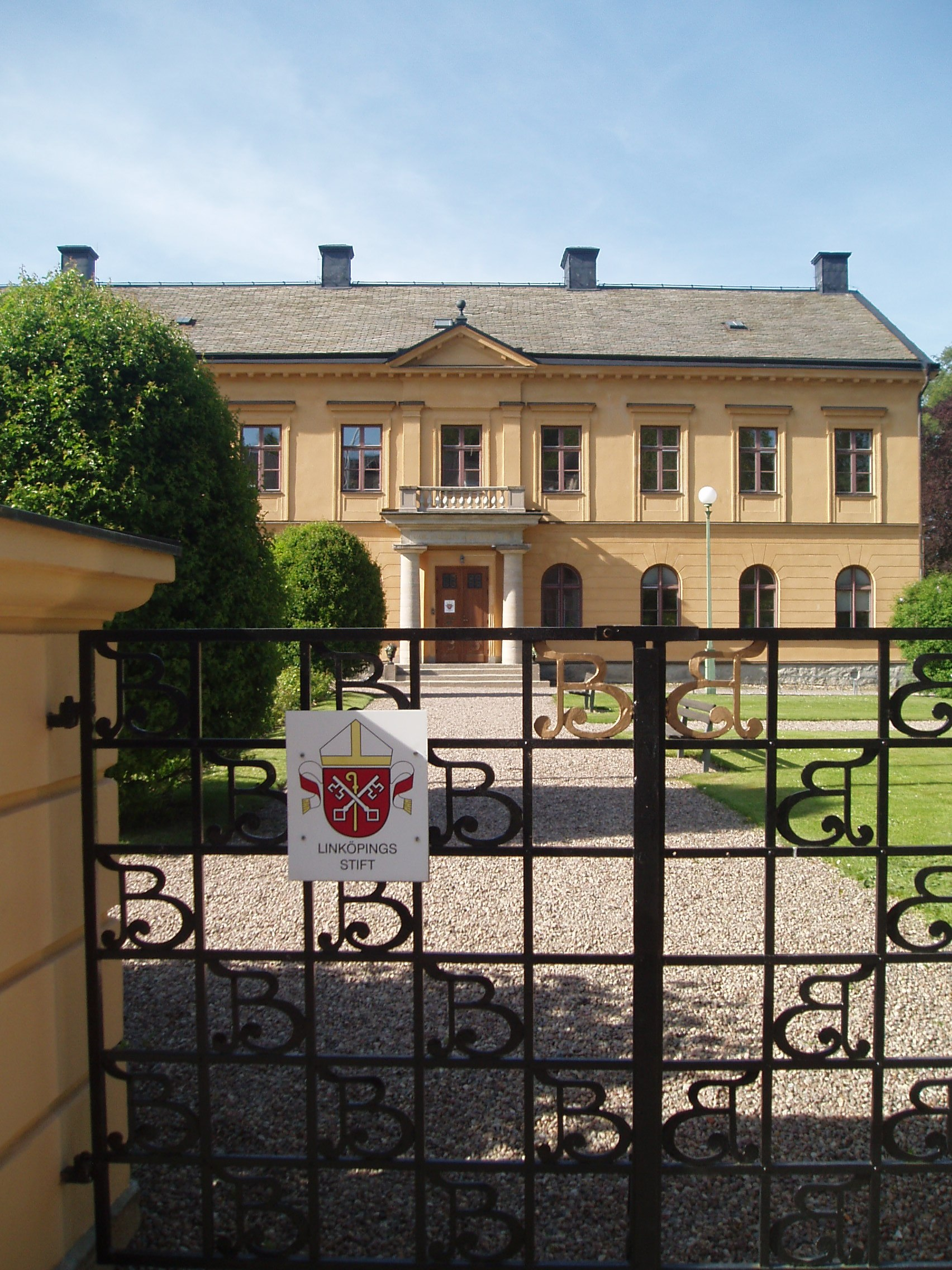
Konsistoriehuset (domkapitelhuset), med lokaler för domkapitlet och för Linköpings stiftskansli.

Linköpings stift (Latin: Dioecesis Lincopensis) är ett stift inom Svenska kyrkan som omfattar Östergötlands län, nordöstra delen av Jönköpings län och norra delen av Kalmar län och landskapen Östergötland och norra Småland. Stiftet omfattar sex kontrakt uppdelade i 100 församlingar (2018) och 30 pastorat. Linköpings stift har rang direkt efter ärkestiftet Uppsala.
Biskopen i Linköpings stift har sin stol i Linköpings domkyrka. Från den 15 januari 2023 är Marika Markovits stiftets 65:e biskop, med valspråket "Fatta mod, ge världen liv".

## Historia
Linköpings stift omnämns redan 1103, och omfattade då även Småland (varav Växjö stift inom kort blev självständigt), Öland och Gotland (avskildes 1570). Sin nuvarande omfattning fick det i på 1620-talet. 1603 bröts hela Kalmar län ut ur Linköpings stift och bildade en s.k. superintendentia i Kalmar. För att ge ekonomiskt understöd till det nyinrättade gymnasiet i Linköping återfördes 1621–1627 Tjusts, Sevede och Aspelands härader till Linköpings stift. Den på så sätt reducerade superintendentian omreglerades 1678 till Kalmar stift. Sveriges äldsta kända kloster, Vreta kloster, grundades omkring 1100. (Dalby kloster från 1060-talet hörde till Danmark.) År 1153 hölls ett provinsialkoncilium i Linköping, vilket leddes av kardinal Breakspeare (sedermera påve Hadrianus IV) vars avsikt kan ha varit att göra Linköping till ärkebiskopssäte. Från reformationen 1527 en evangelisk-luthersk kyrka. Genom slaget vid Stångebro år 1598 befästes slutligen de yttre politiska förutsättningarna, vilka medförde förutsättningarna för en evangelisk-luthersk kyrka.  Intressant för Linköpings stifts historia och kyrkoinventarier under reformationens tidigaste år är en av biskop Petrus Benedicti utförd så kallad Acta Visitationis, en handskrift i Linköpings domkapitels arkiv i Vadstena landsarkiv, signum f IIIa:1. Den utgavs i tryck 1954 av K.H. Johansson under titeln Linköpingsbiskopen Petrus Benedicti's Visitationsbok.

### Kloster
I historisk tid fanns en rad kloster i Linköpings stift. Reformationen innebar dock ett slut för klostren, och det skulle dröja fram till 1900-talet innan kristna kloster och liknande institutioner återkom till Sverige, då med anknytning till flera olika kristna samfund och traditioner. Exempel på kloster i stiftet är: Vreta kloster som grundades omkring år 1100. Ursprungligen var det ett benediktinskt nunnekloster men konverterades 1162 till cisterciensorden.
Alvastra kloster grundades 1143 av cisterciensermunkar. Sanna år grundade de även Nydala kloster. Nydala klosters dotterkloster, Roma kloster, grundades 1163.  Från 1570 tillhörde det Gotlands stift. I sluter av 1100-talet grundades Askeby kloster, dotterkloster till Vreta. 
Visby konvent, Gotland, etablerades 1233 av franciskanermunkar. Från 1570 tillhörde det istället Gotlands stift. Solberga kloster fanns 1246, (dotterkloster till Vreta), även det tillhörde Gotlands stift från 1570. Skänninge nunnekloster, även kallat S:ta Ingrids kloster, grundat 1272, dominikanerkloster medan Linköpings konvent, etablerades 1287 av franciskanermunkar. 
Jönköpings kloster etablerades under 1200-talet av franciskanermunkar. Även Söderköpings konvent etablerades under 1200-talet (1235) av franciskanermunkar. Vadstena kloster invigdes 1384. Det var moderkloster för Birgittinorden. Krokeks kloster omnämndes 1440 men antas vara äldre. Det tillhörde franciskanermunkar. 
Efter reformationen 1527 avvecklades klostren och så småningom förföll de. I modern tid har klosterrörelsen (och andra närliggande rörelser för kristen andlig fördjupning) återkommit till området för Linköpings stift. Som exempel kan nämnas att Birgittasystrar öppnade ett vilohem i Vadstena (Katolska kyrkan) 1935. År 1963 grundades Sankta Birgittas kloster Pax Mariæ  i Vadstena (Katolska kyrkan). Franciskanbröder bosatte sig i Linköping (Katolska kyrkan) 1963.
Biskopsmötet i Svenska kyrkan uttrycke 1990 sitt stöd för klosterrörelsen inom Svenska kyrkan. Året därpå vigdes moder Karin Adolfsson till den första abbedissan i Vadstena sedan 1595. 
Den ekumeniska kommuniteten i Bjärka-Säby bildades 1996. Året därpå invigdes Heliga hjärtas kloster på Omberg (Katolska kyrkan). År 2007 bildades Pilgrimskommuniteten i Vadstena (Svenska kyrkan).
Franciskus tredje orden etablerades i Linköping (Anglikanska kyrkan/Svenska kyrkan) 2012. Linköpings kloster grundades (Svenska kyrkan) 2014.

### Helgon och saligförklarade
Den heliga Birgitta var under lång tid Sveriges enda katolska helgon. Från 1396 Sveriges skyddshelgon och från 1999 ett av Europas tre kvinnliga skyddshelgon. Den heliga Birgitta har sin proveniens i Linköpings stift. Hon var bosatt på Aspanäs i södra Östergötland, på Ulfåsa vid sjön Boren och vid Alvastra kloster. Den klosterorden Birgitta grundade i Vadstena kallas Den helige Frälsarens orden (Ordo Sanctissimi Salvatoris 'O.Ss.S.') i dagligt tal Birgittinorden, vilket är den enda klosterorden som utgår från norra Europa. Hennes kvarlevor finns i Vadstena klosterkyrka.
Men stiftet har även anknytning till fler helgln- och saligförklarade. Dessa är: Nils Hermansson, Nicolaus Hermanni (1325/26-1391), som var biskop i Linköpings stift 1375–1391. Ingrid av Skänninge (död 1282) grundade Skänninge nunnekloster och Katarina av Vadstena (1331–1381) som var  dotter till Heliga Birgitta och Ulf Gudmarsson.

## Verksamhet
I stiftet finns Vadstena klosterkyrka och Pilgrimscentrum i Vadstena, som för många är ett viktigt pilgrimsmål där den heliga Birgittas reliker finns. Genom Östergötland finns Birgittaleden, en vandringsled. 
I kyrkovalet 2021 blev Partipolitiskt obundna i Svenska kyrkan (POSK), den största nomineringsgruppen med 28,94 % i stiftsfullmäktige.  Stiftet har två vänstift; det södra stiftet i den evangelisk-lutherska kyrkan i Ungern och S:t Albans stift i England. 

### Biskopen i Linköpings stift
Stiftets huvudkyrka är Linköpings domkyrka, där biskopen har sitt säte. Biskopsämbetet i Linköping går tillbaka till stiftets bildande. Biskop Marika Markovits efterträdde Martin Modéus 2023 och blev stiftets 65:e biskop. Vid biskopens sida finns även domprosten.  

### Stiftsnämnden
- 1932–1940: Fredrik Wilhelm Kugelberg
- 1932–1940: Karl Allan Westman
- 1932–1940: Hadar Hedborg
- 1932–1940: Adolf Daniel Gadd

### Stiftsjägmästare
- 1933–1955: Eric Wesström

### Kontrakt i Linköpings stift
I Linköpings stift finns sex kontrakt: Domkyrkokontraktet, Vätterbygdens kontrakt, Norrköpings kontrakt, Kustbygdens kontrakt, Smålandsbygdens kontrakt och Östgötabygdens kontrakt.

## Galleri
Bilder på ett urval av stiftets kyrkor. 

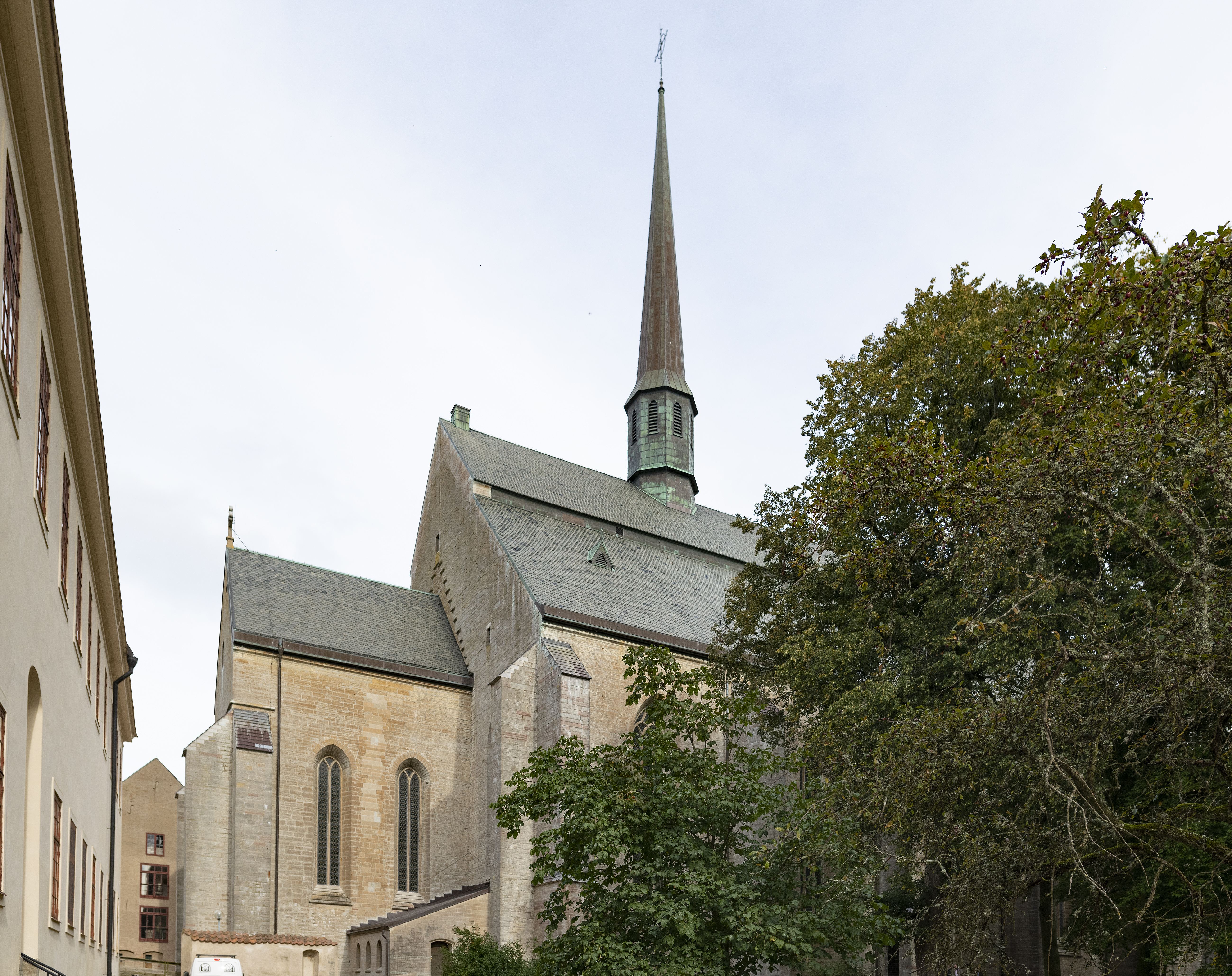
Vadstena klosterkyrka
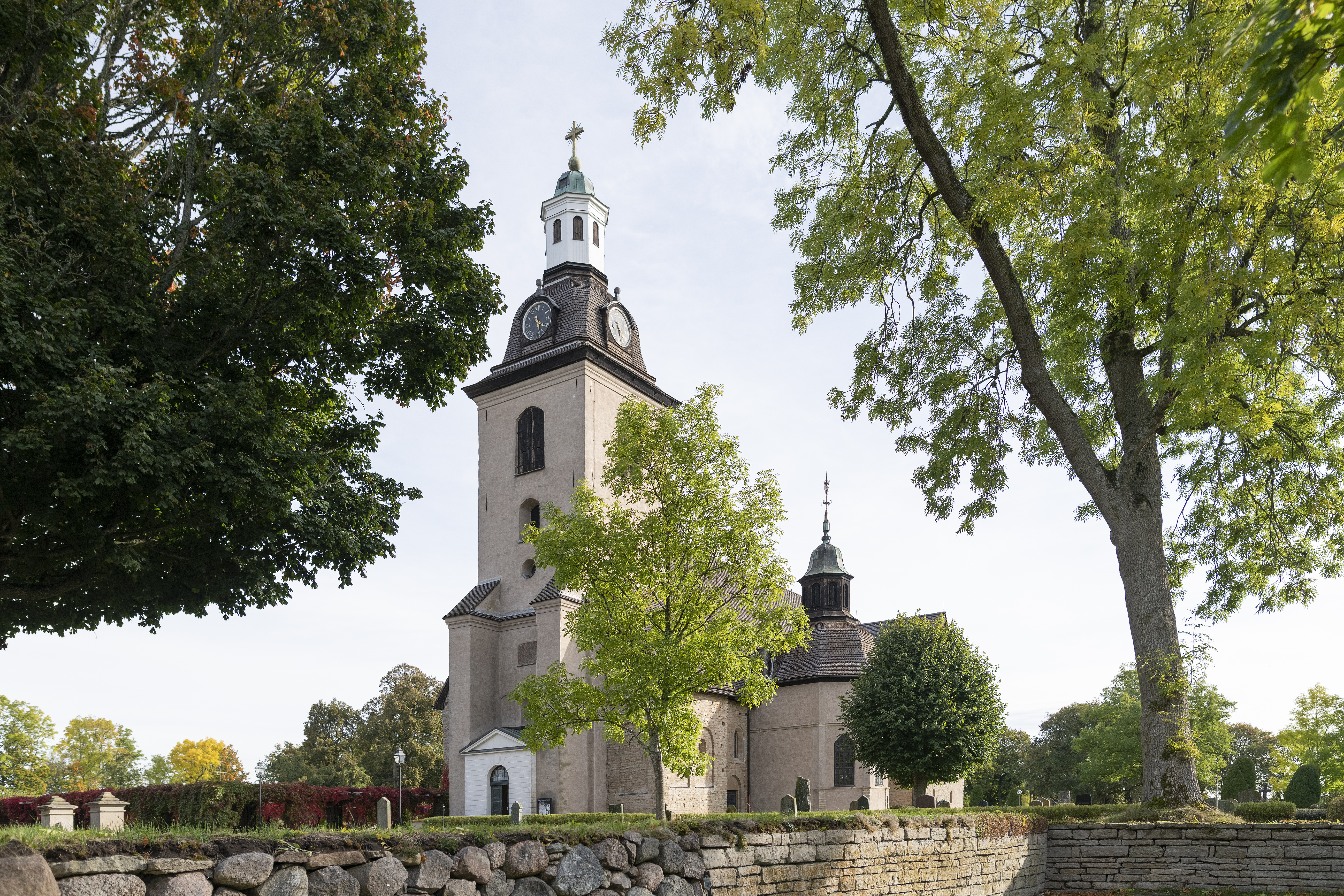
Vreta kloster kyrka
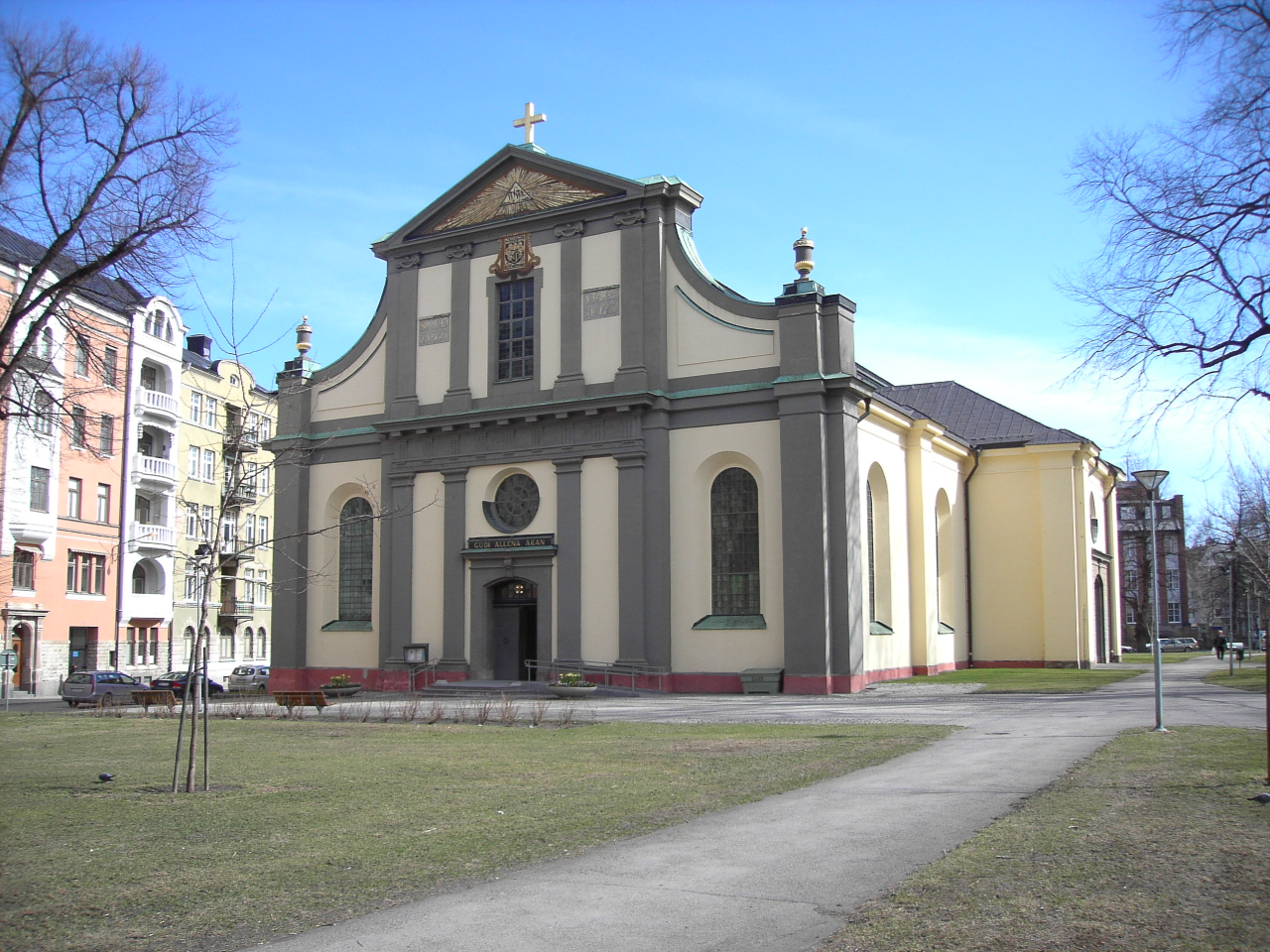
Sankt Olai kyrka, Norrköping
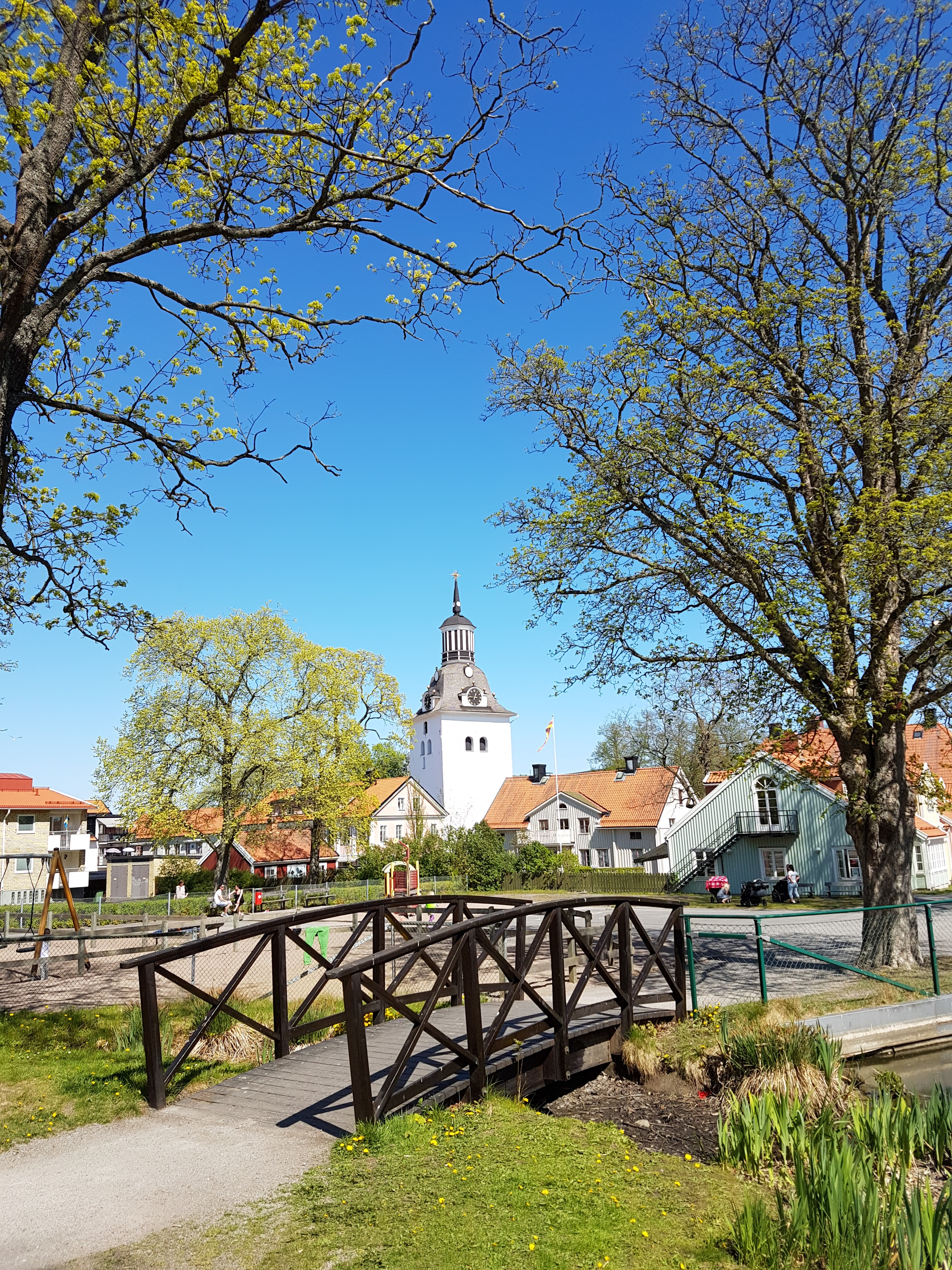
Sankta Gertruds kyrka, Västervik
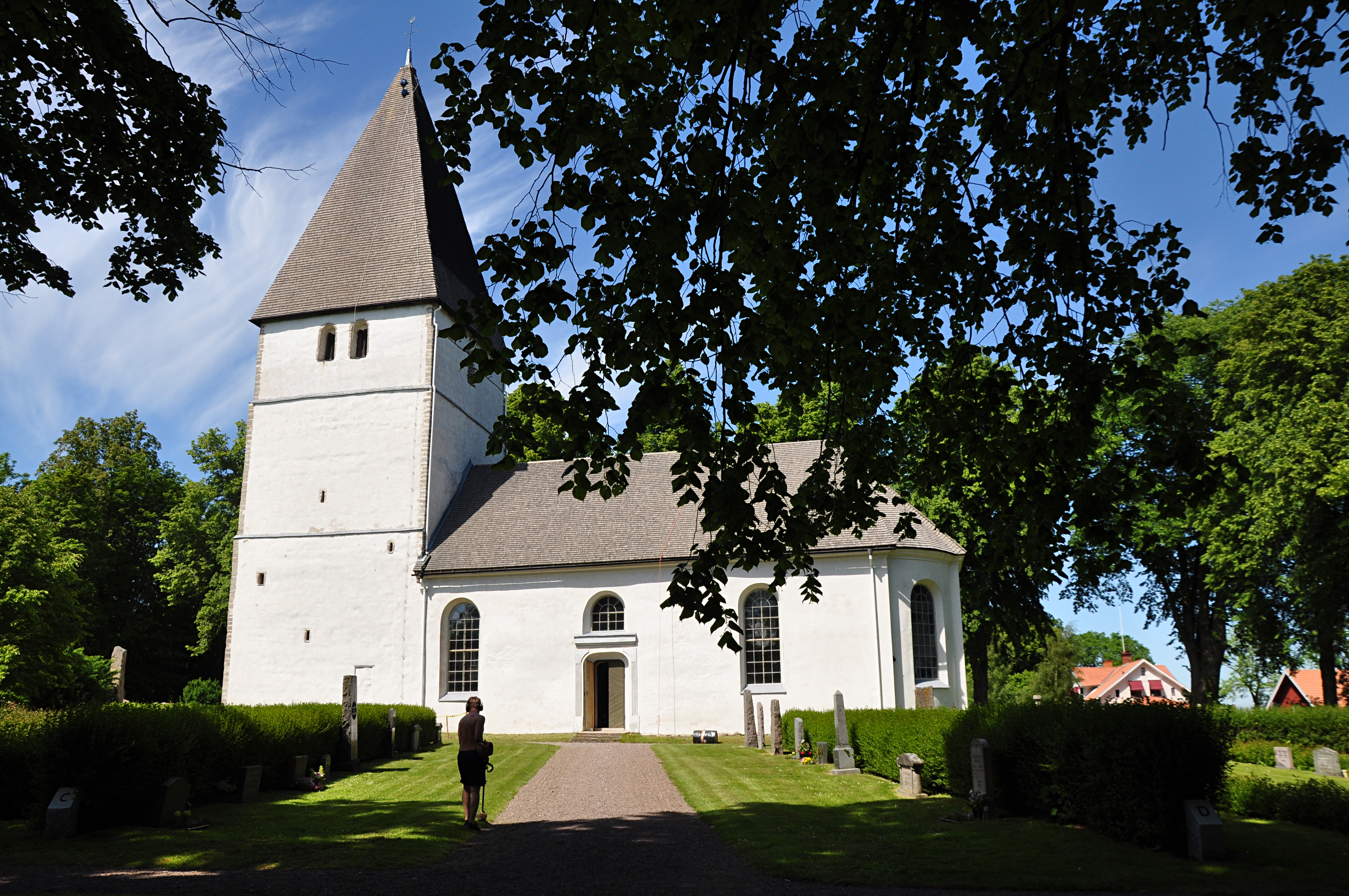
Bjälbo kyrka
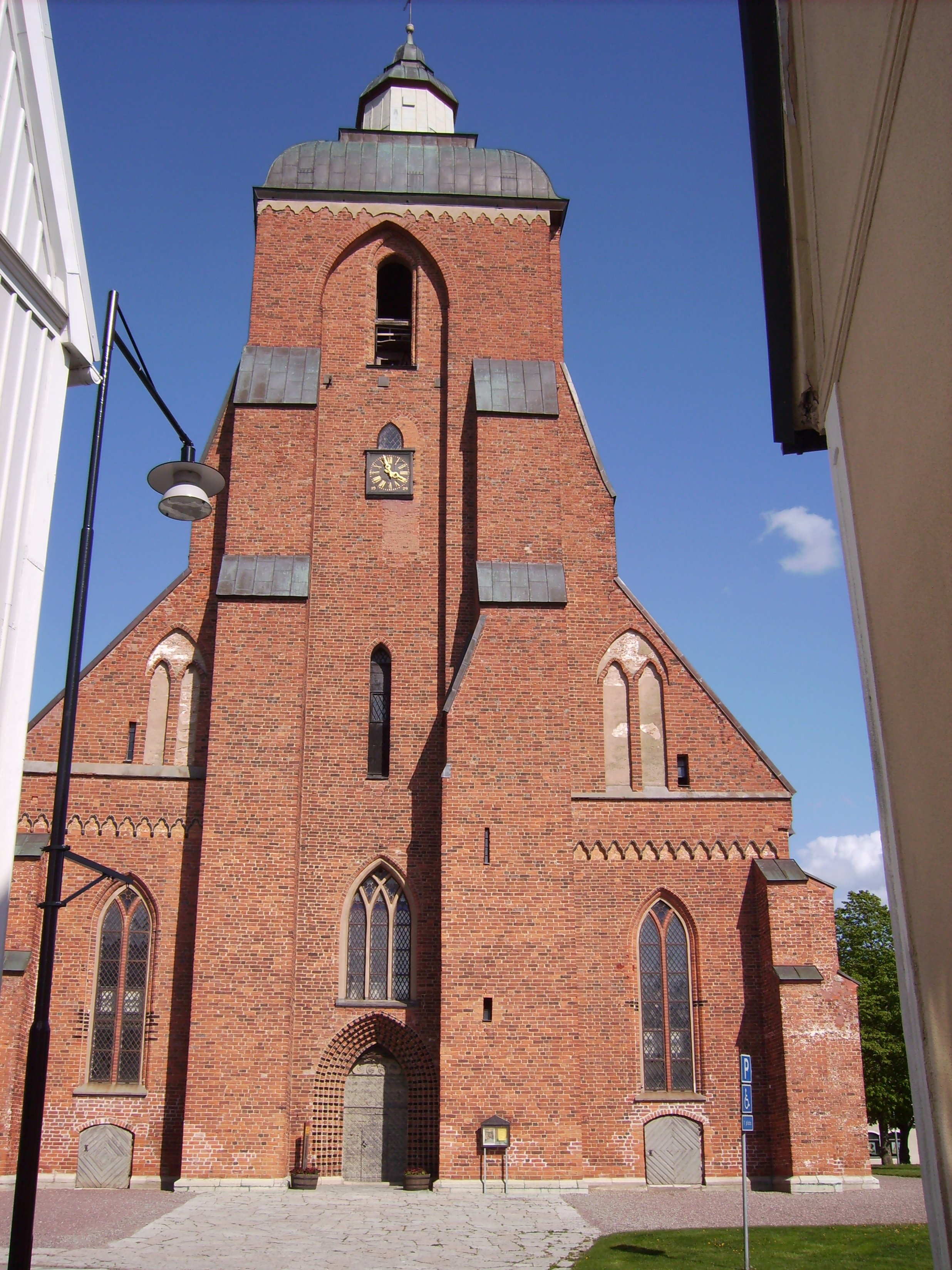
Vårfrukyrkan, Skänninge
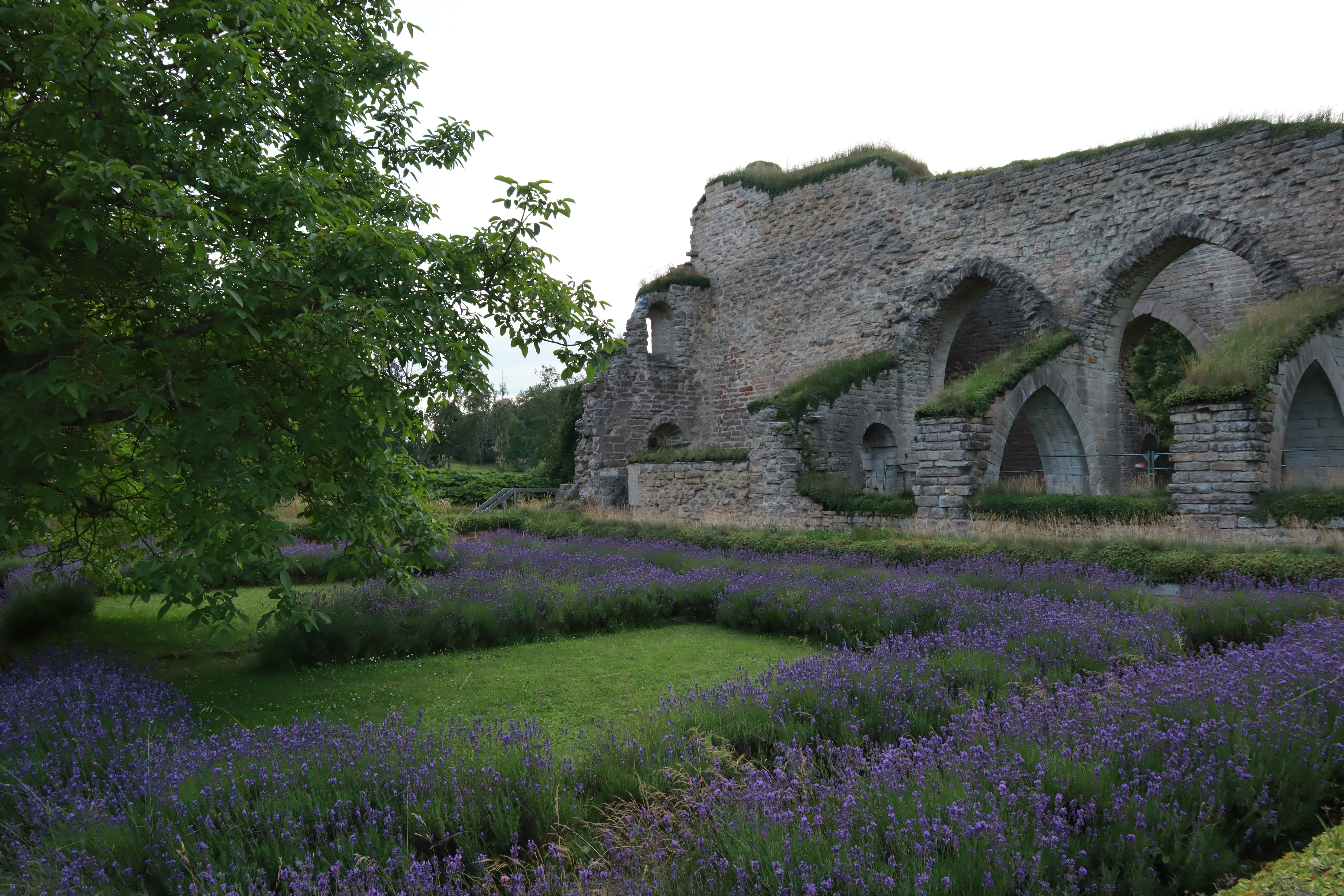
Alvastra kloster
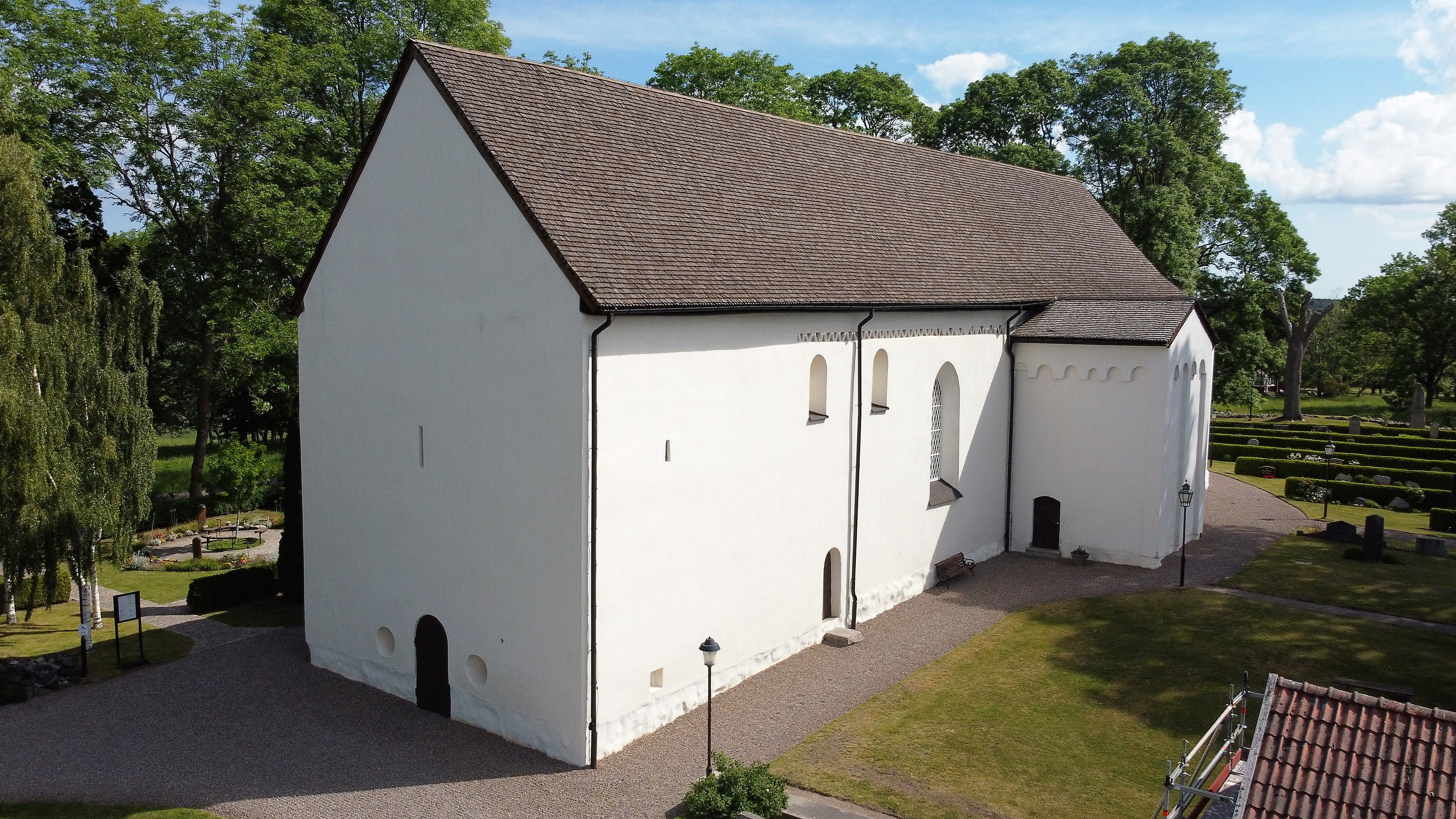
Askeby kyrka
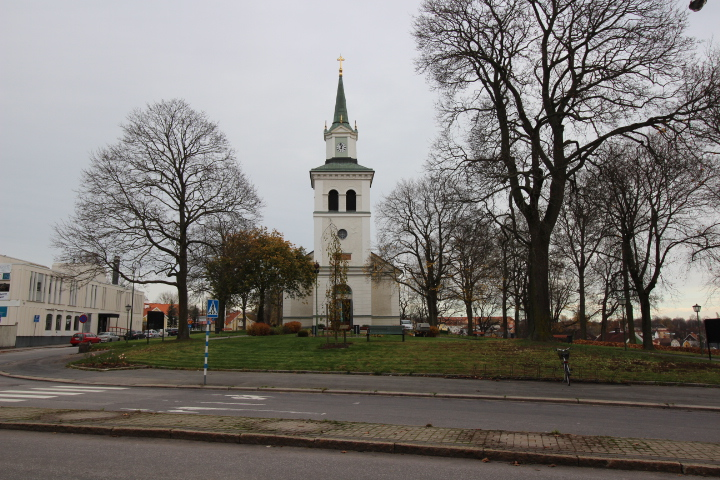
Vimmerby kyrka
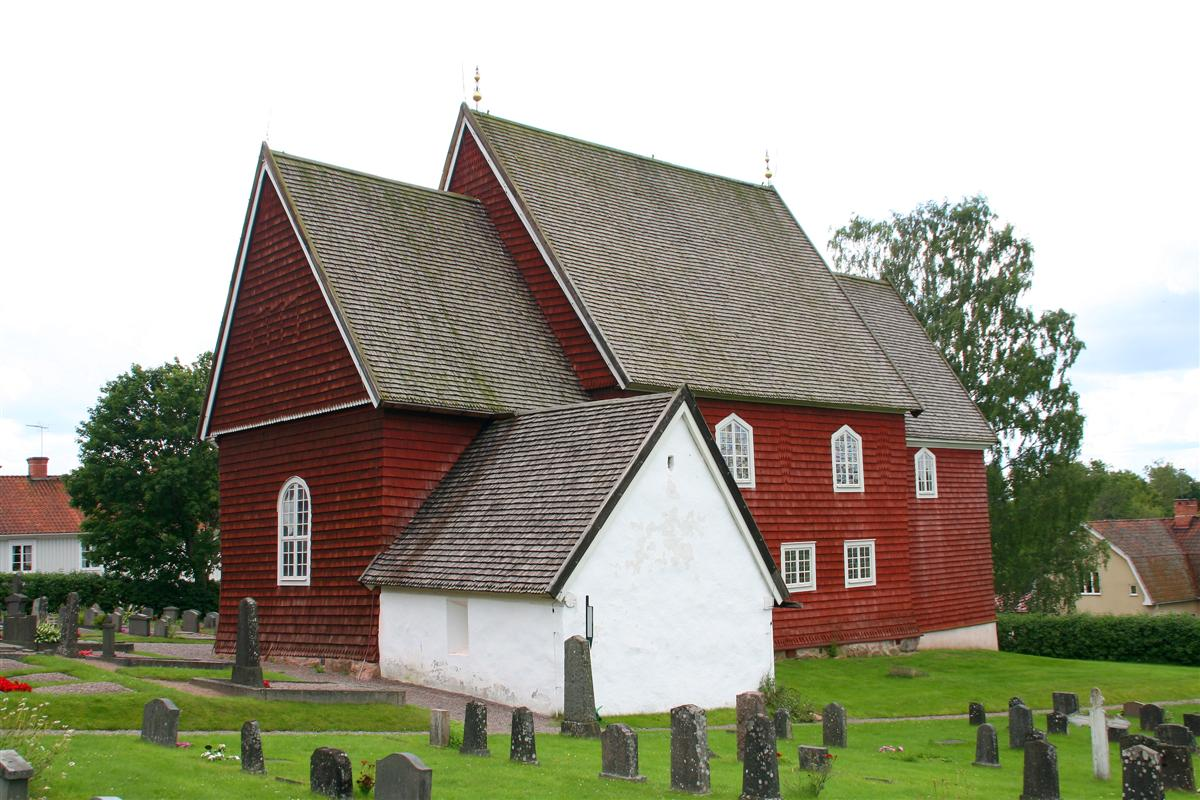
Tidersrums kyrka